# Anthony Bennett
Anthony Harris Bennett (Brampton, Ontario; 14 de marzo de 1993) es un jugador de baloncesto canadiense que se encuentra sin equipo. Con 2,03 metros de altura juega en la posición de ala-pívot. 
En 2013 se convirtió en el primer canadiense en ser elegido en la primera posición del Draft de la NBA, logro que repitió al año siguiente Andrew Wiggins.

## Carrera

### Universidad
Tras haber disputado en su época de high school el prestigioso McDonald's All American Game, fue reclutado por los Rebels de la Universidad de Nevada, Las Vegas, donde disputó una única temporada, en la que promedió 16,1 puntos y 8,1 rebotes por partido, siendo elegido novato del año e incluido en el mejor quinteto de la Mountain West Conference.

#### Estadísticas
| Año     | Equipo | PJ | MPP  | %TC  | %3P  | %TL  | RPP | APP | ROB | TPP | PPP  |
| ------- | ------ | -- | ---- | ---- | ---- | ---- | --- | --- | --- | --- | ---- |
| 2012–13 | UNLV   | 35 | 27.1 | .533 | .375 | .701 | 8.1 | 1.2 | 0.7 | 1.2 | 16.1 |

### Profesional

#### Cleveland Cavaliers (2013-2014)

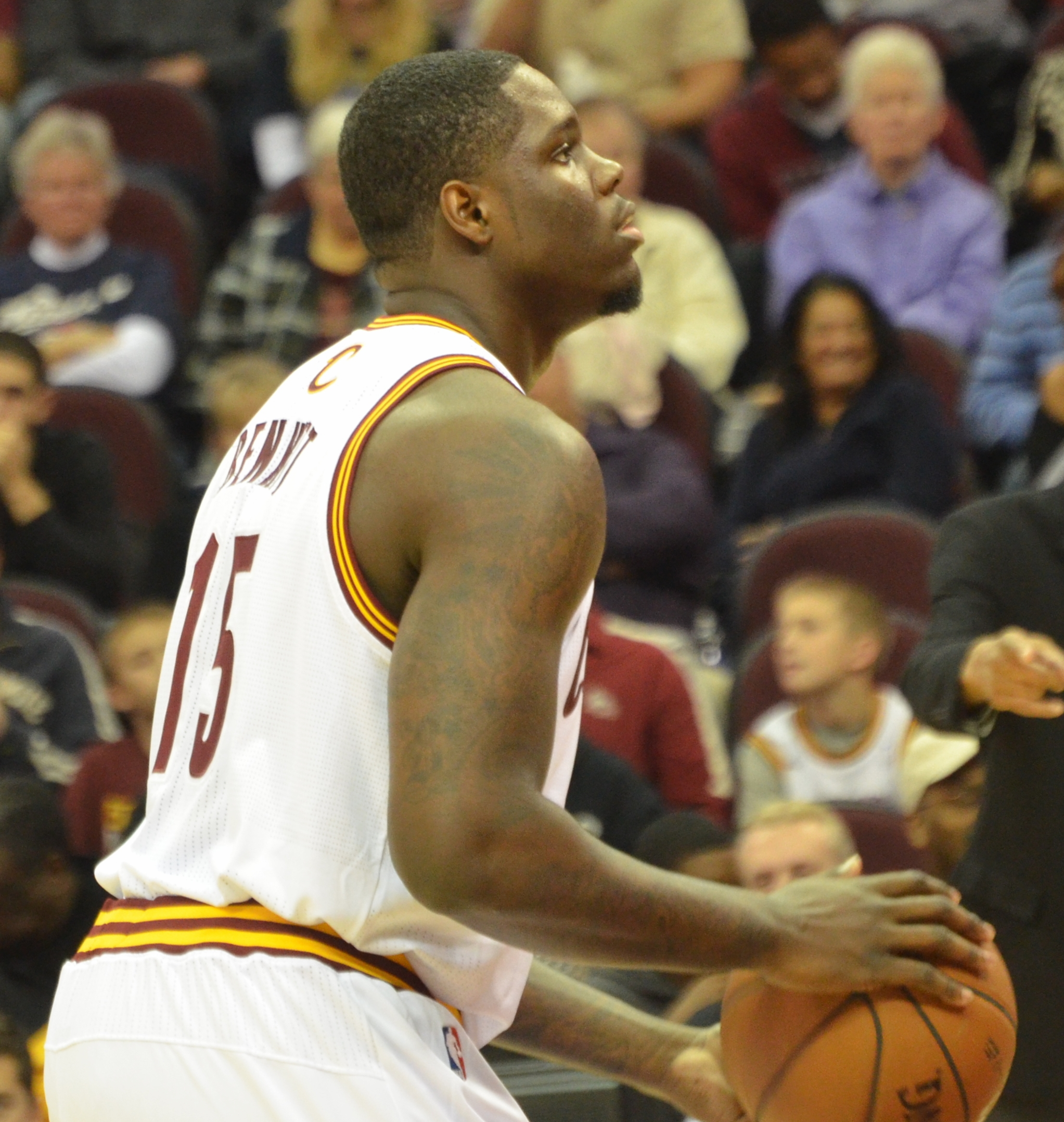
Bennett con los Cavaliers en 2013.

Bennett fue elegido por los Cleveland Cavaliers en la primera posición del Draft de la NBA de 2013.

#### Minnesota Timberwolves (2014-2015)
El 23 de agosto de 2014, Bennett fue traspasado a los Minnesota Timberwolves en un traspaso entre tres equipos que involucró a los Philadelphia 76ers y a los Cavaliers.
Tras su mejor temporada como profesional, con 57 partidos jugados, el 23 de septiembre de 2015, fue cortado por los Timberwolves.

#### Toronto Raptors (2015–2016)
El 28 de septiembre de 2015, Bennett firmó un contrato anual con el equipo de su ciudad, los Toronto Raptors.
Disputó varios partidos con los Raptors 905, y un total de 19 partidos con los Raptors, antes de que, el 1 de marzo de 2016, fuese cortado.

#### Brooklyn Nets (2016–2017)
El 14 de julio de 2016, Bennett firma con los Brooklyn Nets. Debutó e incluso anotó 12 puntos saliendo desde el banquillo, pero el 27 de noviembre fue cedido al equipo afiliado de Brooklyn, los Long Island Nets. Tras un periodo en que compartió partidos con ambos equipos, el 3 de diciembre debutó como titular con los Nets, donde capturó 14 rebotes frente aMilwaukee Bucks en su único encuentro, como quinteto inicial, con el equipo de Brooklyn. Tras 23 partidos, el 9 de enero de 2017, fue cortado.

#### Fenerbahçe (2017)
En enero de 2017, Bennett firmó por el Fenerbahçe de la SuperLiga Turca.
En 10 partidos de la Euroliga apenas promedió 1.2 puntos, pero ayudó al Fenerbahçe a conseguir su primer título, ganando en la final al Olympiacos (80–64). El 25 de mayo de ese mismo año, volvió a Estados Unidos.

#### G-League (2017-2019)
En septiembre de 2017, Bennett firmó por los Phoenix Suns, pero poco días después fue cortado. Ese mismo mes se unió a la plantilla de los Northern Arizona Suns de la NBA G League.
El 28 de diciembre de 2017 fue traspasado a los Maine Red Claws.
En octubre de 2018, Bennett es traspasado a los Agua Caliente Clippers a cambio de James Michael McAdoo.

#### Houston Rockets (2019)
El 12 de julio de 2019, estuvo cerca de volver a la NBA, firmando un contrato no-garantizado con Houston Rockets. Pero el 9 de octubre, antes de dar comienzo la temporada, los Rockets cortan a Bennett, tras lesionarse la rodilla durante el training camp.

#### Puerto Rico (2021)
El 28 de mayo de 2021, firma por los Cangrejeros de Santurce de la Baloncesto Superior Nacional.
El 7 de julio de 2021, finaliza su contrato con los Cangrejeros de Santurce de la Baloncesto Superior Nacional, siendo sustituido por Dante Cunningham.

#### Israel (2022-2021)
En agosto de 2021 fichó por el Hapoel Jerusalem B.C. de la Ligat ha'Al israelí.

#### Taiwán (2022-2023)
El 12 de febrero de 2022, firma por el Kaohsiung Steelers de Taiwán.
El 19 de agosto de 2022, firma por los Hsinchu JKO Lioneers de cara a la 2022–23 de la P. League+.
El 1 de agosto de 2023, firma con los Goyang Sono Skygunners de la Korean Basketball League, pero deja el equipo tras dos semanas.

## Selección nacional
Bennett fue parte del combinado canadiense que participó en el Campeonato FIBA Américas Sub-16 de 2009 y en el Campeonato Mundial de Baloncesto Sub-17 de 2010, consiguiendo medalla de bronce en ambos.
En julio de 2015, fue llamado para formar parte de la selección absoluta para disputar los Juegos Panamericanos de 2015. Disputados en Toronto, Bennett promedió 15.6 puntos y 10.4 rebotes, ayudando a conseguir la medalla de plata para Canadá, tras perder la final con el combinado brasileño.

## Estadísticas de su carrera en la NBA

### Temporada regular
| Año     | Equipo    | PJ  | PT | MPP  | %TC  | %3P  | %TL  | RPP | APP | ROB | TPP | PPP |
| ------- | --------- | --- | -- | ---- | ---- | ---- | ---- | --- | --- | --- | --- | --- |
| 2013-14 | Cleveland | 52  | 0  | 12.8 | .356 | .245 | .638 | 3.0 | .3  | .4  | .2  | 4.2 |
| 2014-15 | Minnesota | 57  | 3  | 15.7 | .421 | .304 | .641 | 3.8 | .8  | .5  | .3  | 5.2 |
| 2015-16 | Toronto   | 19  | 0  | 4.4  | .296 | .214 | .900 | 1.2 | .0  | .3  | .0  | 1.5 |
| 2016-17 | Brooklyn  | 23  | 1  | 11.5 | .413 | .271 | .722 | 3.4 | .5  | .2  | .1  | 5.0 |
| Total   | Total     | 151 | 4  | 12.6 | .392 | .261 | .670 | 3.1 | .5  | .4  | .2  | 4.4 |